# Морган, Ральф
Ральф Мо́рган (англ. Ralph Morgan; 6 июля 1883[…], Манхэттен, Нью-Йорк — 11 июня 1956[…], Манхэттен, Нью-Йорк) — американский актёр театра, старший брат Фрэнка Моргана.

## Биография
Ральф Морган родился 6 июля 1883 года в Нью-Йорке. Был первым президентом Гильдии киноактеров (1933). Снялся в более чем 100 фильмах и 35 сценических шоу.
Ральф Морган умер в Нью-Йорке от сердечного приступа, в возрасте 72 лет.

## Избранная фильмография
| Год  |   | Русское название               | Оригинальное название    | Роль                   |
| ---- | - | ------------------------------ | ------------------------ | ---------------------- |
| 1932 | ф | Странная интерлюдия            | Strange Interlude        | Чарли Марсден          |
| 1932 | ф | Распутин и императрица         | Rasputin and the Empress | император Николай II   |
| 1933 | ф | Дело об убийстве в питомнике   | The Kennel Murder Case   | Рэймонд Рид, секретарь |
| 1934 | ф | Последний джентльмен           | The Last Gentleman       | Генри Лоринг           |
| 1935 | ф | Великолепная одержимость       | Magnificent Obsession    | Рендольф               |
| 1935 | ф | Приговорённый к жизни          | Condemned to Live        | профессор Пол Кристен  |
| 1936 | ф | Энтони Несчастный              | Anthony Adverse          | синьор Дебрильи        |
| 1937 | ф | Жизнь Эмиля Золя               | The Life of Emile Zola   | комендант Парижа       |
| 1939 | ф | Одинокий волк: Шпионская охота | The Lone Wolf Spy Hunt   | Спиро                  |
| 1942 | ф | Ночной монстр                  | Night Monster            | Курт Ингстон           |
| 1943 | ф | Солдатский клуб                | Stage Door Canteen       | в роли самого себя     |
| 1944 | ф | Создатель чудовищ              | The Monster Maker        | Лоуренс                |
| 1948 | ф | Спи, моя любовь                | Sleep, My Love           | доктор Ринхарт         |